# Vladimer Mamuchashvili
Vladimer Mamuchashvili (en georgiano: ვლადიმერ მამუჩაშვილი; Tiflis, 29 de agosto de 1997) es un futbolista georgiano. Juega de centrocampista y su equipo es el F. C. Torpedo Kutaisi de la Erovnuli Liga.

## Trayectoria
Se formó en las inferiores del FC Saburtalo Tbilisi y debutó con el primer equipo el 31 de agosto de 2013 ante el FC Kolkheti Khobi. Ganó el ascenso a la Erovnuli Liga desde la Erovnuli Liga 2 con el club.
En 2018 fichó por el FC Dinamo Batumi.

## Selección nacional
Debutó con la selección de Georgia el 5 de septiembre de 2021 ante España en la clasificación para el Mundial 2022.

## Clubes
| Club                    | País     | Año           |
| ----------------------- | -------- | ------------- |
| F. C. Saburtalo Tbilisi | Georgia  | 2013-2018     |
| F. C. Dinamo Batumi     | Georgia  | 2018-2024     |
| F. C. Sheriff Tiraspol  | Moldavia | 2024-2025     |
| F. C. Torpedo Kutaisi   | Georgia  | 2025-presente |

## Palmarés

### Títulos nacionales
| Título               | Club                    | País     | Año     |
| -------------------- | ----------------------- | -------- | ------- |
| Erovnuli Liga 2      | F. C. Saburtalo Tbilisi | Georgia  | 2014-15 |
| Erovnuli Liga 2      | F. C. Dinamo Batumi     | Georgia  | 2018    |
| Erovnuli Liga        | F. C. Dinamo Batumi     | Georgia  | 2021    |
| Supercopa de Georgia | F. C. Dinamo Batumi     | Georgia  | 2022    |
| Erovnuli Liga        | F. C. Dinamo Batumi     | Georgia  | 2023    |
| Copa de Moldavia     | F. C. Sheriff Tiraspol  | Moldavia | 2024-25 |